# スサノオモン
スサノオモンは
1. デジタルモンスターシリーズに登場する架空の生命体・デジタルモンスターの一種。
2. デジモンフロンティアの登場人物。

## 概要
デジモンフロンティアのために新規に制作されたデジモン。名前の由来はスサノオノミコト。オメガモンを意識したのか左腕にカイゼルグレイモン、右腕にマグナガルルモンの顔がある他、身体のパーツの各所が同じく2体のデジモンからの転用となっている。また武器である「ゼロアームズ：オロチ」は使われなかった部位から成り立っており、玩具を眼目においてデザインされたことが窺える。
デジタルワールドの破壊と再生を司るデジタルワールド:シャンバラの究極武神と呼ばれており、ロイヤルナイツとは別格、またはその上の存在だと噂される。
ネットワークシステムの異常時に降臨し、既存のシステムを無のものとし、新たなシステムを創造すると伝えられている。

## 種族としてのスサノオモン
カイゼルグレイモンとマグナガルルモンが融合したデジモン。デジタルワールドの破壊と再生を司る存在。ハイブリッド体同士の融合だが、究極体である。

### 基本データ
- 世代/究極体
- タイプ/神人型
- 属性/ワクチン
- 必殺技/八雷神（ヤクサイノイカヅチ）、天羽々斬（アマノハバキリ）
- 装備/神器ゼロアームズ：オロチ
- 所属/ウィルスバスターズ

## 登場人物としてのスサノオモン
デジモンフロンティアの項を参照。